# Эстипуи
Эстипуи́ (фр. Estipouy) — коммуна во Франции, находится в регионе Юг — Пиренеи. Департамент — Жер. Входит в состав кантона Монтескью. Округ коммуны — Миранд.
Код INSEE коммуны — 32128.

## География

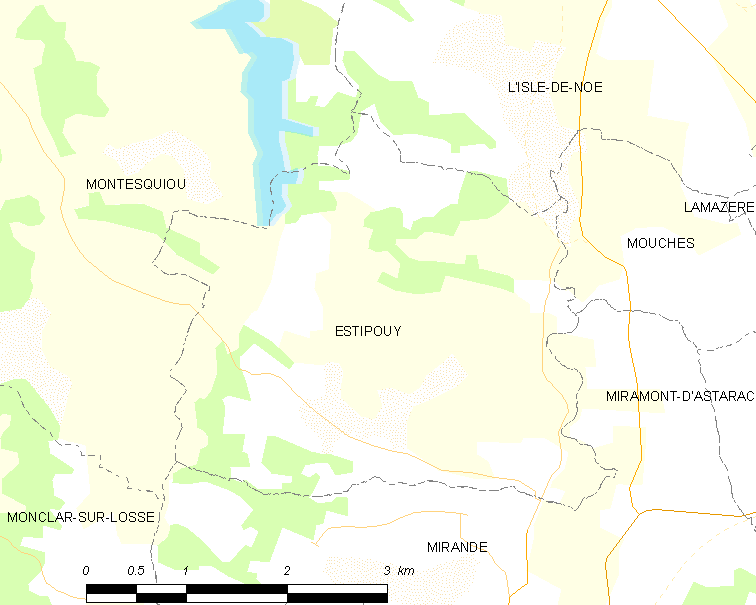
Карта коммуны

Коммуна расположена приблизительно в 610 км к югу от Парижа, в 90 км западнее Тулузы, в 20 км к юго-западу от Оша.
На востоке коммуны протекает река Баиз, а на западе — река Лизет.

## Климат
Климат умеренно-океанический. Лето жаркое и немного дождливое, температура часто превышает 35 °С. Зимой часто бывает отрицательная температура и ночные заморозки. Годовое количество осадков — 700—900 мм.

## Население
Население коммуны на 2010 год составляло 198 человек.
| 1962 | 1968 | 1975 | 1982 | 1990 | 1999 | 2010 |
| ---- | ---- | ---- | ---- | ---- | ---- | ---- |
| 189  | 172  | 147  | 133  | 150  | 196  | 198  |

## Администрация
| Период | Период | Фамилия       | Партия | Примечания |
| ------ | ------ | ------------- | ------ | ---------- |
| 2001   | 2020   | Антуан Мендес |        |            |

## Экономика
В 2010 году среди 121 человека трудоспособного возраста (15-64 лет) 93 были экономически активными, 28 — неактивными (показатель активности — 76,9 %, в 1999 году было 78,7 %). Из 93 активных жителей работали 90 человек (48 мужчин и 42 женщины), безработных было 3 (2 мужчин и 1 женщина). Среди 28 неактивных 10 человек были учениками или студентами, 11 — пенсионерами, 7 были неактивными по другим причинам.